# Mezzi Andreossi
Munrezzan „Mezzi” Andreossi (Svájc, Graubünden kanton, St. Moritz, 1897. június 30. – Svájc, Graubünden kanton, St. Moritz, 1958. szeptember 28.,) Európa-bajnok, olimpiai és világbajnoki bronzérmes, nemzeti bajnok svájci jégkorongozó.
Az 1928. évi téli olimpiai játékokon a svájci válogatottal vett részt a jégkorongtornán. Az első mérkőzésen Ausztria ellen 4–4-et játszottak, majd a németeket verték 1–0-ra. Így a csoportban az első helyen bejutottak a négyes döntőbe, ahol először elverték a briteket 4–0-ra, majd kikaptak a svédektől 4–0 és a kanadaiaktól 13–0-ra. Ezek után a bronzérmesek lettek. Ez az olimpia egyben Európa- és világbajnokság is volt, így Európa-bajnoki ezüstérmesek és világbajnoki bronzérmesek is lettek.
Klubcsapata a svájci EHC St. Moritz volt 1921 és 1933 között. 1922-ben, 1923-ban és 1928-ban svájci bajnok volt.
Az 1926-os jégkorong-Európa-bajnokságon aranyérmes lett, 1924-ben bronzérmet szereztek. 1922-ben nem nyertek érmet.
Az 1933-as jégkorong-világbajnokságon a svájci csapat edzője volt és az 5. helyen végeztek.
Visszavonulás után a svájci liga alelnöke lett.
Testvére, Gian Andreossi szintén olimpikon jégkorongozó, aki vele együtt vett részt az 1928-as téli olimpián. Másik testvére, Zacchi Andreossi is jégkorongozó volt, de ő csak az 1922-es Eb-n játszott velük közösen.